# Regatul Navarrei
Regatul Navarrei (bască Nafarroako Erresuma, spaniolă Reino de Navarra, franceză Royaume de Navarre), inițial Regatul Pamplona, a fost un stat feudal din vestul Europei, de o parte și de cealaltă a Pirineilor, în partea de Vest, pe coasta Oceanului Atlantic. Regatul a fost format când un lider local basc, Íñigo Arista, a devenit rege de Pamplona și a condus cu succes o revoltă împotriva autorității Imperiului Francilor. Jumătatea de sud a fost absorbită în 1513 în Regatul Castiliei și astfel a devenit parte componentă a Regatului Spaniei în cadrul căruia formează actualmente Comunitatea autonomă Navarra. Jumătatea de nord a rămas inițial independentă, dar ulterior a intrat într-o uniune personală cu Regatul Franței, în 1620 fiind incorporat în acesta, păstrând un anumit nivel de autonomie până în 1789. Actualmente acest teritoriu face parte din departamentul Pyrénées-Atlantiques.

## Istoric

### Formare
Navara era populată de vasconi în momentul în care a fost cucerită de romani. Teritoriul a făcut parte dintr-o serie de provincii romane, iar la destrămarea Imperiului regiunea a fost cucerită succesiv de suevi, vizigoți și arabi, dar nici unii dintre ei nu au ajuns să controleze total regiunea. În 778, regiunea este cucerită de Franci sub domnia lui Carol cel Mare, care încearcă astfel să stăvilească influența maurilor, mai exact al Califatului de Cordoba care amenința constant trecătorile din Munții Pirinei. Expediția lui Carol este descrisă în Cântecul lui Roland, una dintre cele mai vechi opere literare franceze. Împărații franci au trebuit să facă față unor serii de revolte ale populației, atât creștine cât și musulmane, ce doreau independența națională și ce nu respectau autoritatea religioasă impusă de aceștia.
În 824, o răscoală condusă de Íñigo Arista reușește să înfrângă definitiv armata francilor, acesta devenind rege de Pamplona. În 887 dieta de la Trebur recunoaște independența regatului, iar acesta este extins succesiv de către urmașii lui Arista. La moartea lui Sancho III cel Mare (1035), regatul său, care cuprindea majoritatea nord-estului Spaniei, este împărțit în trei regate: Navara, Castilia și Aragon. Sancho VI este antrenat în conflictele dintre Franța și Anglia, în urma căruia pierde Bayonne și Labourd. La moartea acestuia regatul intră sub influența Regatului Aragonului pentru următorii 6 ani, dar în 1134 își recapătă independența. Sancho VII participă la Bătălia de la Las Navas de Tolosa, o victorie importantă a trupelor creștine din perioada Reconquistei, în urma căreia influența musulmană în peninsula iberică a fost redusă semnificativ.

### Navara după stingerea Casei de Navara
La moartea fără moștenitori a lui Sancho VII, în ciuda pretențiilor Regilor Aragonului, coroana îi revine lui Teobald al IV-lea de Champagne, fiul sorei lui Sancho, Blanche de Navara. Acesta conduce o expediție în Țara Sfântă, dar aceasta se termină fără urmări importante. La moartea lui Henric I în 1274, teritoriul este atacat de majoritatea vecinilor săi, regenta, Blanche de Artois, se refugiază în Franța împreună cu moștenitoarea tronului, Ioana I de Navara. Regele Franței, Filip al III-lea din Dinastia Capețienilor preia regența și în 1276 restabilește ordinea în regat. Ioana se căsătorește cu fiul și moștenitorul tronului Franței, Filip IV în 1285, unind astfel pentru prima dată cele două regate.
La moartea fără urmași masculini a lui Carol al IV-lea, coroana îi revine Ioanei a II-a de Navara, fiica lui Ludovic al X-lea în timp ce coroana franceză îi revine lui Filip al VI-lea de Valois. Astfel Navara redevine independentă în posesia casei capețiene de Évreux. Între 1425 și 1479 regatul revine lui Ioan al II-lea de Aragon în urma căsătoriei sale cu moștenitoarea Navarei, Blanche I, dar la moartea acestuia regatul revine Contelui de Foix, Francisc Phébus care domnește ca și Francisc I.

### Dezmembrarea Navarei
În toată această perioadă pretențiile regatului de Aragon asupra Navarei nu au încetat. La moartea lui Francisc I în 1483 tronul îi revine surorii sale minore, Ecaterina. Regele Ferdinand al II-lea de Aragon a încercat să o ceară de soție pentru fiul său cel mai mare, dar a fost refuzat în favoarea lui Ioan de Albert, conte de Perigord și cumnat al lui Cesare Borgia. La moartea Elisabetei I, Ferdinand se recăsătorește cu Germaine de Foix prin intermediul căreia speră sa poată pretinde la tronul Navarei, dar planurile sunt dejucate de moartea copilului comun. În timpul Războaielor Italiei, Ferdinand cere sprijinul navarez împotriva Franței iar când acesta este refuzat, Ferdinand cere excomunicarea lui Ioan pentru a justifica o invadare a Navarei. Papalitatea refuză excomunicarea, dar în 1512 Ferdinand invadează Navara iar parlamentul navarez este obligat să accepte suveranitatea aragoneză, în condițiile păstrării autonomiei și identității proprii.
Ioan și Ecaterina se refugiează în nordul Pirineilor, Ioan încercând de două ori, în 1512 și 1516 să recucerească întregul regat. Domeniul  controlat de aceștia din nordul Pirineilor, Basse-Navarre și Béarn va continua să poarte titlul de Regatul Navarei. Henric al II-lea de Navara urcă pe tron în 1517 și este susținut în pretenția la tronul Navarei de regele Francisc I al Franței. Henric participă la campaniile lui Francic împotriva lui Carol Quintul, moștenitorul lui Ferdinand de Aragon, distingându-se în luptă, dar nereușind să recucerească teritoriile de la sud de Pirinei. În 1527 se căsătorește cu sora lui Francisc I, Margareta de Angoulême, iar fiica și moștenitoarea lor, Ioana III se căsătorește în 1548 cu Antoine de Bourbon. În 1556, Ioana se convertește la Calvinism, iar fiul său, Henric al III-lea de Navara devine șeful fracțiunii hughenote din Războaiele Religiilor din Franța. În 1589 Henric devine pretendentul coroanei Franței, sub numele de Henric IV, dar pretenția este recunoscută doar în urma convertirii sale la Catolicism patru ani mai târziu. În 27 februarie 1594, Henric este încoronat Rege al Franței punând bazele dinastiei Bourbon care va conduce Franța până la Revoluție, titlul purtat de monarh fiind „Rege al Franței și Navarei” (franceză Roi de France et de Navarre). În 1620, Regatul Navarei, mai exact Basse-Navarre și Béarn sunt încorporată în cadrul Regatului Franței, dar păstrează un anumit nivel de autonomie până în 1789, fiind provincii de tip „Pays d'états”.